# Горбоносова, Галина Николаевна
Галина Николаевна Горбоносова (10 марта 1934 — 24 декабря 1999) — советский и российский звукооператор; Заслуженный деятель искусств Российской Федерации.

## Биография
Заслуженный деятель искусств Российской Федерации Галина Николаевна Горбоносова родилась 10 марта 1934 года.
В начале 1960-х годов окончила Ленинградский институт киноинженеров (ЛИКИ).
Начиная с 1971 года, работала штатным звукооператором киностудии «Ленфильм».
За годы своей работы сотрудничала с такими известными режиссёрами, как Георгий Товстоногов (Мещане, 1971), Сергей Микаэлян (Расскажи мне о себе), Леонид Квинихидзе (Крах инженера Гарина, 1973; Соломенная шляпка, 1974), Леонид Менакер (Молодая жена), Наум Бирман (Воскресный папа, 1985), Семён Аранович (Большая игра, 1988) и др.
Член Союза кинематографистов СССР (Ленинградское отделение).
Ушла из жизни 24 декабря 1999 года.

## Фильмография
1. 1971 — Мещане (ТВ; режиссёр-постановщик: Георгий Товстоногов)
2. 1971 — Расскажи мне о себе (Режиссёр-постановщик: Сергей Микаэлян)
3. 1973 — Крах инженера Гарина (ТВ; режиссёр-постановщик: Леонид Квинихидзе)
4. 1974 — Соломенная шляпка (ТВ; режиссёр-постановщик: Леонид Квинихидзе)
5. 1977 — Сумка инкассатора (Режиссёр-постановщик: Август Балтрушайтис)
6. 1978 — Молодая жена (Режиссёр-постановщик: Леонид Менакер)
7. 1978 — Человек, которому везло (Режиссёр-постановщик: Константин Ершов)
8. 1980 — День на размышление (Режиссёр-постановщик: Август Балтрушайтис)
9. 1980 — Ты должен жить (Режиссёр-постановщик: Владимир Чумак)
10. 1981 — Други игрищ и забав (ТВ, короткометражный; режиссёр-постановщик: Михаил Никитин)
11. 1982 — Остров сокровищ (ТВ; режиссёр-постановщик: Владимир Воробьёв)
12. 1982 — Таможня (Режиссёр-постановщик: Александр Муратов)
13. 1984 — Макар-следопыт (ТВ; режиссёр-постановщик: Николай Ковальский)
14. 1985 — Воскресный папа (Режиссёр-постановщик: Наум Бирман)
15. 1986 — Тихое следствие (Режиссёр-постановщик: Александр Пашовкин)
16. 1987 — Мой боевой расчёт (Режиссёр-постановщик: Михаил Никитин)
17. 1988 — Большая игра (ТВ, СССР, совместно с Христо Христовым; режиссёр-постановщик: Семён Аранович)
18. 1989 — Личное дело Анны Ахматовой (документально-биографический; режиссёр-постановщик: Семён Аранович)
19. 1989 — Это было у моря (Режиссёр-постановщик: Аян Шахмалиева)
20. 1989 — Я служил в охране Сталина, или Опыт документальной мифологии (документально-публицистический; режиссёр-постановщик: Семён Аранович)
21. 1991 — Молодая Екатерина (Великобритания/США/Канада/Россия; режиссёр-постановщик: Майкл Андерсон)
22. 1992 — Невеста из Парижа (Режиссёр-постановщик: Отар Дугладзе)
23. 1993 — Острова (Россия/Япония, документальный, совместно с Осами Фукуока; режиссёры-постановщики: Семён Аранович, Хироси Оцука)

## Признание и награды
- Заслуженный деятель искусств Российской Федерации (25 июня 1992) - за заслуги в области киноискусства

Была звукооператором на фильмах, получивших признание в СССР и за рубежом:
1. 1978 — Молодая жена — Лучший фильм 1979 года по итогам ежегодного конкурса журнала «Советский экран» (1980).
2. 1989 — Личное дело Анны Ахматовой — Специальный приз жюри фильму на МКФ документальных фильмов в Нионе, Швейцария (1989).